# Tibor Lukács
Tibor Lukács, né le 5 janvier 1978 à Leidschendam, est un acteur néerlandais.

## Filmographie

### Cinéma et téléfilms
- 2002 : Secrets d'héritage (nl) : Roberto Donati
- 2003 : Inspecteur de Cock (Baantjer) : Oscar van Baaren
- 2004 : Tussen twee mensen : David
- 2007 : Estére mindig leszáll a köd : Zenész
- 2007 : Lege plekken : Père de Nothmann
- 2009-2010 : De Co-assistent (nl) : Docteur Rob de Ruiter
- 2010 : Annie M.G. (nl) : Le Professeur d'allemand
- 2011 : Seinpost Den Haag (nl) : Barry van der Zwan
- 2013 : De ontmaskering van de Vastgoedfraude (nl) : Jack Brigant
- 2013 : Charlie (nl) : Lars
- 2014 : Une belle famille (nl) : Romeo
- 2014 : Flikken Maastricht : David Boesmeer
- 2014 : Sinterklaasjournaal (nl) : Zeurpiet
- 2015 : Homies (nl) : Mark
- 2015 : Dames 4 (nl) : Arjen
- 2015-2016 : Sams Kerst : Lennart
- 2016 : Familieweekend (nl) : Boy
- 2016 : Of ik gek ben (nl) : Flip
- 2016 : Hartenstrijd (nl) : Sven
- 2016 : Planet Beauty : Guillaume
- 2016 : Mees Kees langs de lijn (nl) : Père de Sep
- 2016 : In Your Face : Tibor
- 2016-2018 : Nieuwe buren (nl) : Milo Marcanter
- 2017 : Moordvrouw : Constantijn Kortooms
- 2017 : Mees Kees : Veder Sep
- 2017 : Van God los (nl) : Sven
- 2018 : Zuidas : Pieter de Rigter
- 2018 : Familie Kruys (nl) : Dierenarts
- 2018 : Ik Weet Wie Je Bent : David Vrijman
- 2019 : Kees & Co. (nl) : Rudie Heistee
- 2019 : Taiki :Chiel

## Vie privée
Depuis 2012, il est marié avec l'actrice et chanteuse Hadewych Minis.